# Conor McMenamin
Conor McMenamin (* 24. August 1995 in Downpatrick) ist ein nordirischer Fußballspieler, der beim FC St. Mirren in der Scottish Premiership unter Vertrag steht.

## Karriere

### Verein
Conor McMenamin spielte in seiner Jugendzeit in der Akademie des nordirischen Rekordmeisters Linfield FC. Am 30. März 2013 debütierte er für die erste Mannschaft in der NIFL Premiership gegen Ballinamallard United. Bis zum Ende der Saison 2012/13 kam er zu drei weiteren Ligaspielen unter David Jeffrey. In der Saison 2013/14 kam er unter dem Nachfolger auf der Trainerposition Warren Feeney auf drei Einsätze als Einwechselspieler. Die Spielzeit 2014/15 verbrachte er als Leihspieler beim Zweitligisten Loughgall FC.
Im Juni 2015 wechselte der 19-jährige McMenamin mit einem Zweijahresvertrag zum Glentoran FC. Er verbrachte jedoch nur eine Saison bei Glentoran, bevor er zum Zweitligisten Warrenpoint Town wechselte. Mit dem Verein stieg er am Ende der Saison 2016/17 als Meister in die erste Liga auf. In der folgenden Erstligaspielzeit war er mit sechs Toren in 29 Spielen drittbester Torschütze des Aufsteigers hinter Darren Murray (10) und Lorcan Forde (7).
Im Mai 2018 wechselte McMenamin innerhalb der ersten Liga zum Cliftonville FC. Am 26. Dezember 2019 erzielte er beide Tore beim 2:1-Sieg im North Belfast Derby gegen den Crusaders FC. Im Januar 2021 kehrte McMenamin nach Glentoran zurück. In der Saison 2021/22 erzielte Menamin 22 Tore in 36 Ligaspielen, womit er hinter seinem Teamkollegen Jay Donnelly, der 26 Mal traf, zweitbester Torjäger Nordirlands war.
Am 6. Juli 2023 schloss sich McMenamin für eine nicht genannte Ablösesumme und einem Zweijahresvertrag dem schottischen Erstligisten FC St. Mirren an.

### Nationalmannschaft
Conor McMenamin debütierte am 5. Juni 2022 für die nordirische Nationalmannschaft, als er im Länderspiel der Nations League gegen Zypern für Gavin Whyte eingewechselt wurde. Vier Tage später stand er gegen den Kosovo bei einer 2:3-Auswärtsniederlage erstmals in der Startelf Nordirlands. In seinem neunten Länderspiel gelang ihm im Oktober 2023 sein erstes Tor, als McMenamin bei einem Sieg gegen San Marino traf.